# Militärtechnischer Bote
Militärtechnischer Bote (Military Technical Courier / Vojnotehnički glasnik) ist eine multidisziplinäre wissenschaftlichen Zeitschrift des Verteidigungsministeriums und Streitkräfte Serbiens.

## Über die Zeitschrift
Der Militärtechnischer Bote veröffentlicht wissenschaftliche und Fachartikel sowie auch technische Informationen über moderne Waffensysteme und militärische Technologien. Die Zeitschrift verfolgt die einheitliche teilstreitkraftübergreifende technische Unterstützung der Armee auf dem Prinzip der logistischen Systemunterstützung, dann die Bereiche der grundlegenden, angewandten und Entwicklungsforschungen, sowie die Herstellung und Anwendung von Bewaffnung und Ausstattung und andere theoretische und praktische Errungenschaften, die der Fortbildung von Angehörigen des Verteidigungsministeriums und der Streitkräfte Serbiens beitragen.
Die Zeitschrift Militärtechnischer Bote bietet die Möglichkeit eines freien Zugangs zum Inhalt an (OPEN ACCESS).

## Geschichte

### Beginn
Die erste Druckausgabe des Militärtechnischen Boten erfolgte am 1. Januar 1953.
Der Zeitschrift Militärtechnischer Bote gingen fünf Zeitschriften der Waffengattungen und Dienste voraus – „Der Artilleriebote“, „Der Panzerbote“, „Der Militär-Pionierbote“, „Der Bote der Fernmeldegattung der Jugoslawischen Armee“ und „Logistik und die Versorgung der Jugoslawischen Armee“. Diese Zeitschriften wurden von 1947 bis Ende 1952 veröffentlicht, als die Anordnung zur Publikation der Zeitschrift Militärtechnischer Bote gegeben wurde. Im Gegensatz zu den Zeitschriften der Waffengattungen und Dienste erschien der Militärtechnische Bote anfangs als Monatszeitschrift, auf ca. 1000 Seiten jährlich.

### Erste Jahre
Folgende Rubriken waren vorhanden: Technik, technischer Dienst, Pioniertechnik, Fernmeldetechnik, Verkehr, Unterricht, Organisation und Logistikdienst, Versorgung, Sanitätsdienst, Veterinärdienst… Eine getrennte Einheit in der Zeitschrift bildeten wissenschaftliche und technische Neuigkeiten und Interessantes, sowie auch die Beiträge der ausländischen Streitkräfte. Die Zeitschrift Militärtechnischer Bote publizierte den Beitrag Militärtökonomische Übersicht von 1953 bis 1956, in der Artikel im Bereich des Versorgungs- und Finanzdienstes veröffentlicht wurden. Militär-ökonomischer Überblick wird im Jahre 1957. zur selbstständigen Zeitschrift. Im Anschluss daran wurde die Militärtökonomische Übersicht als selbstständige Zeitschrift von 1957 bis 1979 publiziert, und schließlich erschien sie von 1980 bis 1992 unter geändertem Namen Hintergrund.

### 1960er und 1970er Jahren
Im Zeitraum von 1958 bis 1973 passte sich der Militärtechnische Bote an die Wandlungen in der Armee, den Teilstreitkräften, Waffengattungen und Diensten an. Auf diese Weise entstanden neuen Rubriken, die unterschiedliche Gebiete umfassten, wie Geodäsie, Motortechnik, Munition, Generalüberholung, Treibstoff, Raketentechnik, Codifikation, Schutzmittel, Rostschutz, Feuerschutzmittel, technische Entwicklung, Ausrüstung, Explosivmittel. Oft erscheinen Beilagen zur Zeitschrift, die sich auf unterschiedliche Spezialgebiete beziehen.

### Jubiläen
Anlässlich des 25. Jubiläums seit Gründung, wurde der Militärtechnische Bote in dem Erlass des Präsidenten der SFRJ Nr. 157, vom 12. Dezember 1977, mit dem Orden für militärische Verdienste mit großem Stern für außerordentliche Resultate, die er bei der Erfüllung der Aufgaben von besonderer Bedeutung für die nationale Verteidigung erzielt hat, ausgezeichnet.
Das fünfzigste Jubiläum wurde im Jahre 2002 gefeiert. Bis zu jenem Zeitpunkt wurden 415 Ausgaben veröffentlicht auf 42.400 Seiten mit 4.800 publizierten wissenschaftlichen und Facharbeiten. Außerdem wurden 2.840 Darstellungen aus ausländischen Zeitschriften und 3.780 technische Neuigkeiten und Interessantes veröffentlicht. Anlässlich dieses Jubiläums hat der Präsident der Bundesrepublik Jugoslawien den Erlass über die Auszeichnung (Nr. 1/2-01-0004/2002-38, vom 4. November 2002) verabschiedet, mit dem der Militärtechnischer Bote mit dem Orden der Streitkräfte Jugoslawiens des dritten Grades für den Beitrag in fachlicher und wissenschaftlicher Modernisierung der Streitkräfte Jugoslawiens ausgezeichnet.

### Gegenwart
Anhand der Stellungnahme des Ministeriums für Wissenschaft, Technologie und Entwicklung der Republik Serbien,  Nr. 413-00-1201/2001-01 vom 12. September 2001, stellt die Zeitschrift Militärtechnischer Bote eine Publikation von besonderem Interesse für die Wissenschaft dar.
Die erste elektronische Ausgabe der Zeitschrift Militärtechnischer Bote im Internet wurde am 1. Januar 2011 publiziert.
Anlässlich der 60 Jahre seit Gründung und ununterbrochener und regelmäßiger Veröffentlichung wurde der Zeitschrift Militärtechnischer Bote mit der Anordnung des Verteidigungsministers Nr. 12-15 vom 8. August 2012 vom Verteidigungsministerium der Republik Serbien eine militärische Gedenkmedaille für den außerordentlichen Beitrag zum Verteidigungssystem der Republik Serbien erteilt.

### Erscheinungsweise
Die Zeitschrift erscheint in Quartalsabständen.
Bisherige Redakteure der Zeitschrift Militärtechnischer Bote:
- Oberst Dobrivoje Avramović (Nr. 1/1953 und von der Nr. 7/1960 bis 9/1960),
- Oberst Vojislav M. Ilić (von der Nr. 2/1953 bis 6/1960),
- Oberst Zdravko Verbić (von der Nr. 10/1960 bis 5/1966),
- Oberst Slavko Čolić (von der Nr. 6/1966 bis 7/1968),
- Oberst Radisav Brajović (von der Nr. 8/1968 bis 6/1973),
- Oberst Stanimir Ćirić (von der Nr.1/1974 bis 3/1974),
- Oberstleutnant Nikola Zorić (von der Nr. 4/1974 bis 3/1978),
- Oberst Miroslav Ćojbašić (von der Nr. 4/1978 bis 6/1989 und von der Nr. 3-4/1994 bis 2/2000),
- Oberst Tomislav Štulić (von der Nr. 1/1990 bis 6/1991),
- Oberst Mag. Živojin Grujić (von der Nr. 1/1992 bis 6/1993),
- Oberstleutnant Vladimir Ristić (von der Nr. 1/1994 bis 2/1994),
- Oberst Stevan Josifović (von der Nr. 3/2000 bis 1/2007),
- Dragan Pamučar (von der Nr. 3/2021 bis 3/2024),
- Oberstleutnant Mag. Nebojša Gaćeša (von der Nr. 2/2007),
- Oberst Dr. Dragan Trifković (von der Nr. 4/2024).[3]

## Themenspektrum
- Militärtechnologien und angewandten Wissenschaften
- Mathematik
- Maschinenbau
- Informatik
- Material
- Chemische Technologie
- Elektronik
- Telekommunikation.[4]

## Indexierung
- SCOPUS[5]
- DOAJ[6]